# Lista do patrimônio histórico no Piauí
Essa é uma sublista da lista do patrimônio histórico no Brasil para o estado brasileiro do Piauí. A nível federal sob a égide do Iphan e estadual pela Fundac
| Município           | Monumento ou obra                            | Ano do tombamento | Esfera do tombamento | Uso atual                                |
| ------------------- | -------------------------------------------- | ----------------- | -------------------- | ---------------------------------------- |
| Teresina            | Palácio Karnak                               | 1997              | Estadual             | Sede do Executivo estadual               |
| Teresina            | Escola Normal Antonino Freire                | 1981              | Estadual             | Sede do Executivo municipal              |
| Teresina            | Museu do Piauí                               | 1992              | Estadual             | Museu                                    |
| Teresina            | Antiga Intendência de Teresina               | 2000              | Estadual             | Fundação Wall Ferraz                     |
| Teresina            | Companhia Editorial do Piauí                 | 1981              | Estadual             | Órgão público                            |
| Teresina            | Biblioteca Estadual Cromwell de Carvalho     | 1997              | Estadual             | Biblioteca pública                       |
| Teresina            | Casa da Dona Carlotinha                      | 1992              | Estadual             | -                                        |
| Teresina            | Casa do Barão de Gurguéia                    | 1986              | Estadual             | Casa da Cultura de Teresina              |
| Teresina            | Teatro 4 de Setembro                         | 1997              | Estadual             | Teatro                                   |
| Teresina            | Cine Rex (Teresina)                          | 1995              | Estadual             | -                                        |
| Teresina            | Clube dos Diários                            | 1985              | Estadual             | Centro Cultural                          |
| Teresina            | Edifício Chagas Rodrigues                    | 1997              | Estadual             | Sede DER/Piauí                           |
| Teresina            | Grupo Escolar Gabriel Ferreira               | 1992              | Estadual             | Escola pública                           |
| Teresina            | Grupo Escolar Mathias Olympio                | 1992              | Estadual             | Escola pública                           |
| Teresina            | Floresta Fóssil de Teresina                  | 1998 2008         | Estadual Federal     | Parque Ambiental                         |
| Teresina            | Estação Ferroviária de Teresina              | 1997 2008         | Estadual Federal     | Sede da CMTP                             |
| Teresina            | Ponte Metálica João Luis Ferreira            | 2008              | Federal              | -                                        |
| Teresina            | Igreja de São Benedito                       | 2008              | Federal              | Igreja                                   |
| Amarante            | Casa Odilon Nunes                            | 1985              | Estadual             | Centro Cultural                          |
| Amarante            | Casa dos Azulejos (Amarante)                 | 1986              | Estadual             | —                                        |
| Aroazes             | Fazenda Serra Negra                          | 2006              | Estadual             | Moradia                                  |
| Campinas do Piauí   | Fábrica de Laticínios                        | 1988 2014         | Estadual Federal     | Fazendas Nacionais do Piauí (Abandonado) |
| Capitão de Campos   | Casa da Fazenda da Dona Alemã                | 1992              | Estadual             | Abandonado                               |
| Esperantina         | Fazenda Olho D'água dos Pires                | 1997              | Estadual             | Moradia                                  |
| Campo Maior         | Monumento Heróis do Jenipapo                 | 1938              | Federal              | Monumento Nacional                       |
| Floriano            | Estabelecimento Rural São Pedro de Alcântara | 1985 2014         | Estadual Federal     | -                                        |
| Jaicós              | Igreja Nossa Senhora das Mercês (Jaicós)     | 1989              | Estadual             | Igreja                                   |
| Jerumenha           | Igreja de Santo Antônio (Jerumenha)          | 1992              | Estadual             | Igreja                                   |
| José de Freitas     | Casa Grande de São Domingos                  | 1989              | Estadual             | -                                        |
| Oeiras              | Conjunto histórico urbanístico               | 2012              | Federal              | Monumento Nacional.                      |
| Oeiras              | Igreja Matriz de Nossa Senhora da Vitória    | 1940              | Federal              | Igreja                                   |
| Oeiras              | Ponte Grande Riacho Mocha                    | 1939              | Federal              | -                                        |
| Oeiras              | Sobrado João Neponuceno                      | 1939              | Federal              | -Palácio Episcopal                       |
| Oeiras              | Sobrado do Major Selemérico                  | 1981              | Estadual             | Museu                                    |
| Oeiras              | Sobrado dos Ferraz                           | 1980              | Estadual             | Sede do Executivo municipal              |
| Oeiras              | Igreja de Nossa Senhora do Rosário           | 1986              | Estadual             | Igreja                                   |
| Oeiras              | Casa do Visconde da Parnaíba                 | 1986              | Estadual             | Comercial                                |
| Oeiras              | Casa do Cônego                               | 1980              | Estadual             | Comercial                                |
| Oeiras              | Fazenda Canela                               | 2006              | Estadual             | —                                        |
| Padre Marcos        | Casa do Padre Marcos                         | 1992              | Estadual             | Ruínas                                   |
| Parnaíba            | Conjunto histórico urbanístico               | 2011              | Federal              | —                                        |
| Parnaíba            | Estação Ferroviária de Parnaíba              | 2013              | Federal              | Museu                                    |
| Parnaíba            | Casa Dona Auta                               | 2006              | Estadual             | Biblioteca pública                       |
| Parnaíba            | Porto das Barcas                             | 1987              | Estadual             | Centro Cultural                          |
| Pedro II            | Memorial Tertuliano Brandão Filho            | 1992              | Estadual             | Museu                                    |
| Piracuruca          | Conjunto histórico urbanístico               | 2012              | Federal              | —                                        |
| Piracuruca          | Igreja Matriz de Nossa Senhora do Carmo      | 2008              | Federal              | Igreja                                   |
| Piracuruca          | Estação Ferroviária de Piracuruca            | 2009              | Federal              | —                                        |
| Piracuruca          | Antiga Intendência de Piracuruca             | 200               | Estadual             | —                                        |
| Piripiri            | Casarão do Embaixador                        | 1998              | Estadual             | —                                        |
| São Raimundo Nonato | Parque Nacional da Serra da Capivara         | 1991 1993         | Mundial Federal      | Parque Nacional                          |